# Bupleurum chinense
Bupleurum chinense är en flockblommig växtart som beskrevs av Dc. Bupleurum chinense ingår i släktet harörter, och familjen flockblommiga växter.

## Underarter
Arten delas in i följande underarter:
- B. c. chiliosciadium
- B. c. chinense
- B. c. octoradiatum
- B. c. pekinense
- B. c. chinense